# Zola terranea
Zola terranea är en fjärilsart som beskrevs av Butler 1879. Zola terranea ingår i släktet Zola och familjen mätare. Inga underarter finns listade i Catalogue of Life.